# 장기주의

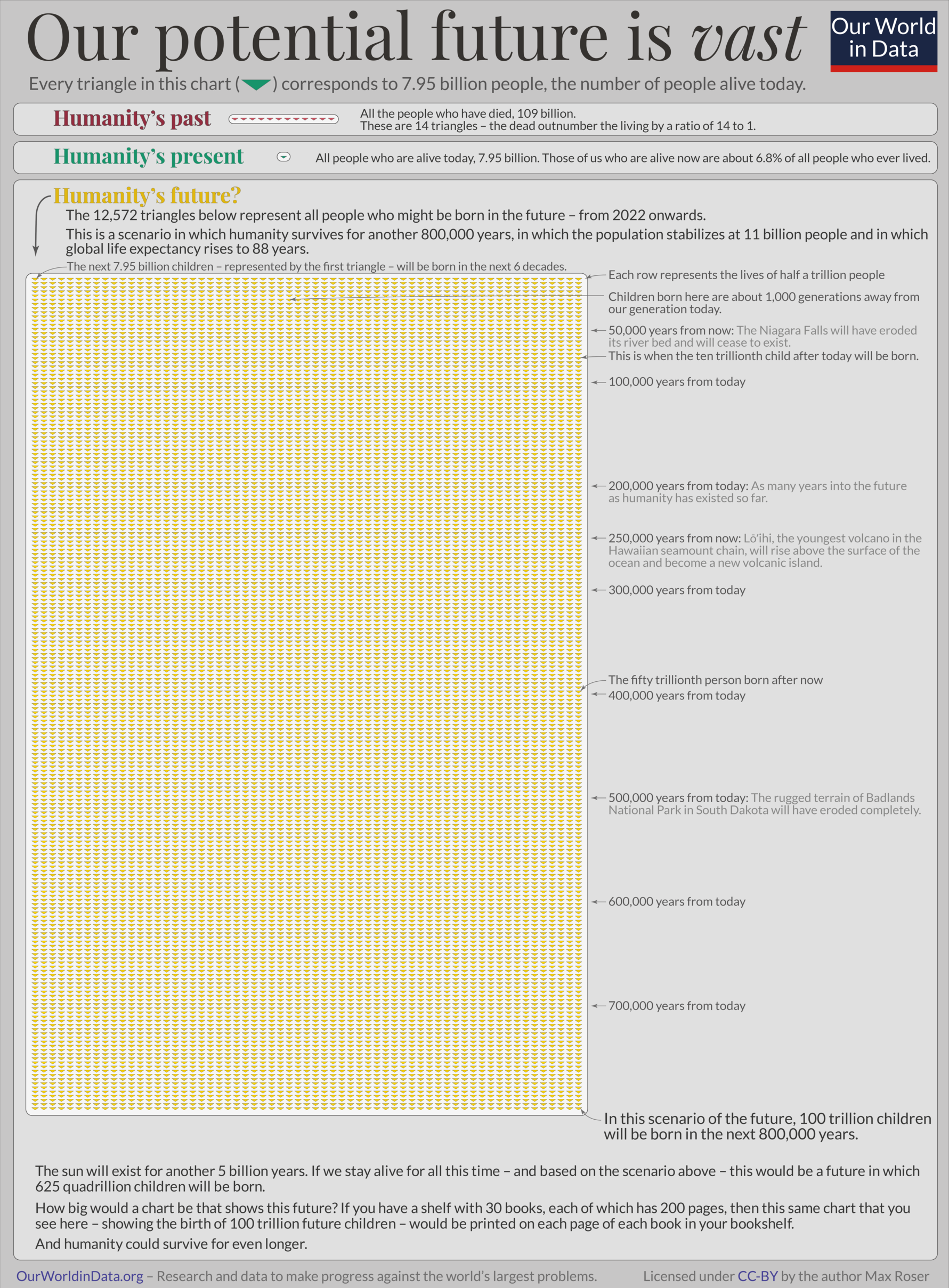
인류의 인구가 110억 명으로 안정되고 기대 수명이 88년이 되는 시나리오에서 과거(빨간색), 현재(초록색), 그리고 향후 800,000년간(노란색)의 인간 수를 비교하는 인포그래픽

장기주의(Longtermism)는 장기적인 미래에 긍정적인 영향을 미치는 것이 핵심적인 도덕적 우선순위라는 윤리적 관점이다. 이는 효과적 이타주의의 중요한 개념이자 인류에 대한 실존적 위험을 줄이는 노력을 위한 주된 동기이다.
장기주의의 핵심 주장은 다음과 같이 요약된다. "미래의 사람들은 오늘날 살아있는 사람들만큼이나 도덕적으로 중요하며, ... 현재나 과거보다 미래에 살아있을 사람들이 더 많을 수 있고, ... 우리는 미래 사람들의 삶에 긍정적인 영향을 미칠 수 있다." 이 세 가지 아이디어를 종합하면, 장기주의를 옹호하는 사람들에게는 미래 세대가 생존하고 번성할 수 있도록 현재를 살아가는 사람들의 책임이라는 것을 시사한다.

## 정의
철학자 윌리엄 매캐스킬은 장기주의를 "장기적인 미래에 긍정적인 영향을 미치는 것이 우리 시대의 핵심 도덕적 우선순위라는 견해"로 정의한다.(p. 4) 그는 이를 "장기적인 미래에 긍정적인 영향을 미치는 것이 우리 시대의 핵심 도덕적 우선순위라는 견해"인 강력한 장기주의와 구별한다.
그의 저서 『위기: 실존적 위험과 인류의 미래』에서 철학자 토비 오드는 장기주의를 다음과 같이 설명한다. "장기주의 ...는 특히 우리의 행동이 장기적인 미래에 미치는 영향에 관심을 둔다. 이는 우리 세대가 훨씬 긴 이야기 속의 한 페이지에 불과하며, 우리의 가장 중요한 역할은 그 이야기를 어떻게 만들어나가거나 만들지 못하는지에 있을 수 있다는 사실을 진지하게 받아들인다. 인류의 잠재력을 보호하기 위해 노력하는 것이 그러한 지속적인 영향의 한 길이며, 다른 길도 있을 수 있다."(pp. 52–53) 또한 오드는 "장기주의는 실존적 위험이 막으려는 광대한 미래를 향한 도덕적 재정향에 의해 활성화된다"고 언급한다.(pp. 52–53)
실존적 위험을 분석하기 위해 무작위 대조 시험과 같은 전통적인 연구 기법을 사용하는 것이 일반적으로 불가능하므로, 닉 보스트롬과 같은 연구자들은 그 중요성을 추정하기 위해 전문가 의견 청취와 같은 방법을 사용했다. 오드는 『위기』에서 여러 실존적 위험에 대한 확률 추정치를 제시했다.(p. 167)

## 역사
"장기주의"라는 용어는 2017년경 옥스퍼드 철학자 윌리엄 매캐스킬과 토비 오드가 만들었다. 이 견해는 닉 보스트롬, 닉 벡스테드 등의 연구에서 영감을 받았다. 이 용어의 사용은 비교적 최근이지만, 장기주의의 일부 측면은 수세기 동안 고찰되어 왔다. 이로쿼이 연맹의 구두 헌법인 카이아네레코와는 모든 의사결정이 "현재뿐만 아니라 다가오는 세대를 항상 염두에 두도록" 권장한다. 이는 미래의 7세대에 이익이 되도록 결정이 이루어져야 함을 의미하는 것으로 해석된다. 이러한 아이디어는 데렉 파핏의 1984년 저서 『이성과 인격』과 조너선 셸의 1982년 저서 『지구의 운명』과 같은 현대 사상가들에 의해 다시 부상했다.

## 공동체
장기주의 사상은 미래 세대의 이익을 보호하기 위해 노력하는 개인과 조직의 공동체를 탄생시켰다. 장기주의 주제를 다루는 조직으로는 케임브리지 대학교의 실존적 위험 연구 센터, 생명 미래 연구소, 글로벌 우선순위 연구소, 스탠퍼드 실존적 위험 이니셔티브, 80,000 시간, 오픈 필랜스로피, 포어소트 재단, 그리고 롱뷰 필랜스로피가 있다.

## 행동에 대한 함의
장기주의를 연구하는 학자들은 우리가 두 가지 방식으로 장기적인 미래를 개선할 수 있다고 믿는다. "영구적인 재앙을 피함으로써 문명의 생존을 보장하거나; 또는 문명의 궤적을 변경하여 지속되는 동안 더 나은 상태로 만드는 것이다. 대체로 생존을 보장하는 것은 미래 생명의 양을 늘리고; 궤적의 변화는 그 질을 높인다."(pp. 35–36)

### 실존적 위험
실존적 위험은 인간 절멸이나 영구적인 사회 붕괴를 포함하여 "인류의 장기적인 잠재력을 파괴할 위협이 있는 위험"이다.(p. 59) 이러한 위험의 예로는 핵전쟁, 자연적 및 공학적 범유행, 기후 변화와 문명 붕괴, 안정적인 전지구적 전체주의, 그리고 인공지능 및 나노 기술과 같은 신기술이 있다.(pp. 213–214) 이러한 위험 중 어느 하나라도 줄이는 것은 미래 생명의 수와 질을 높여 장기적으로 미래를 크게 개선할 수 있다. 결과적으로 장기주의 옹호자들은 인류가 현재 그 역사의 중요한 시점에 있으며, 이번 세기에 내리는 결정이 인류의 전체 미래를 형성할 수 있다고 주장한다.(pp. 3–4)
장기주의 지지자들은 인류가 장기주의적 목적(즉, 인류의 장기적인 미래에 긍정적인 영향을 미치기 위해 명시적으로 고안된 활동)에 매년 세계 총생산의 0.001% 미만을 지출한다고 말했다. 이는 미국에서 아이스크림에 연간 지출하는 금액의 5%에도 미치지 못한다. 이에 토비 오드는 인류가 "아이스크림에 쓰는 돈보다 우리의 미래를 보호하는 데 더 많은 돈을 쓰고, 거기서부터 어디로 갈지 결정해야 한다"고 주장했다.(p. 58, 63)

### 궤적 변화
실존적 위험은 연구자들이 "궤적 변화"라고 부르는 것의 극단적인 예이다. 그러나 미래가 어떻게 펼쳐질지에 긍정적인 영향을 미칠 다른 방법이 있을 수 있다. 경제학자 타일러 코웬은 경제성장률을 높이는 것이 미래 세대를 더 부유하게 만들 것이기 때문에 최우선적인 도덕적 우선순위라고 주장한다. 다른 연구자들은 국가 정부 및 세계 거버넌스 기구와 같은 기관을 개선하는 것이 긍정적인 궤적 변화를 가져올 수 있다고 생각한다.
궤적 변화를 달성하는 또 다른 방법은 사회적 가치를 변화시키는 것이다. 윌리엄 매캐스킬은 인류가 긍정적인 가치 변화가 저절로 일어날 것으로 기대해서는 안 된다고 주장한다. 그는 19세기 노예제 폐지를 예로 들며, 역사학자 크리스토퍼 레슬리 브라운은 이를 피할 수 없는 사건이라기보다는 역사적 우연성으로 간주한다. 브라운은 노예제가 여전히 엄청난 수익을 내던 시기에 도덕적 혁명이 노예제를 용납할 수 없게 만들었다고 주장했다. 매캐스킬은 노예제 폐지가 인류 역사의 전환점일 수 있으며, 그 관행이 다시 돌아올 가능성은 낮다고 시사한다. 이러한 이유로 사회의 긍정적인 가치 변화를 가져오는 것은 현세대가 장기적인 미래에 긍정적인 영향을 미칠 수 있는 한 가지 방법일 수 있다.

### 중대한 시점에 살고 있음
장기주의자들은 현재가 인류 역사의 중대한 순간이라고 주장한다. 데렉 파핏은 우리가 "역사의 전환기에 살고 있다"고 썼고 윌리엄 매캐스킬은 "세계의 장기적인 운명은 우리가 평생 동안 내리는 선택에 부분적으로 달려있다"고 말한다.(p. 6) 왜냐하면 "사회가 아직 안정된 상태로 정착되지 않았고, 우리가 어떤 안정된 상태에 도달할지 영향을 미칠 수 있기 때문이다."(p. 28)
핀 무어하우스에 따르면, 인류 역사의 대부분 동안 사람들은 매우 장기적인 미래에 어떻게 긍정적인 영향을 미칠 수 있을지 명확하지 않았다. 그러나 비교적 최근의 두 가지 발전이 이를 변화시켰을 수 있다. 핵무기와 같은 기술 발전은 처음으로 인류에게 자멸할 힘을 주었으며, 이는 미래 세대의 존재와 번성을 막음으로써 장기적인 미래에 영향을 미칠 것이다. 동시에, 물리 및 사회 과학의 발전은 인류에게 현재 취하는 행동의 장기적인 영향을 (최소한 일부는) 더 정확하게 예측할 수 있는 능력을 주었다.
매캐스킬은 또한 현재가 "엄청난 변화가 수반되는 시대"에 살고 있기 때문에(p. 26) —과거(경제 및 기술 발전 속도가 매우 느렸던)에 비해서나 미래(현재의 성장률이 물리적 한계에 도달하기 전까지 오래 지속될 수 없기 때문에)에 비해서나 매우 이례적인 시기라고 언급한다.(pp. 26–28)

## 이론적 고려 사항

### 도덕 이론
장기주의는 다양한 도덕 이론에 호소하여 옹호되어 왔다. 공리주의는 미래 세대가 앞으로 존재할 모든 사람들의 압도적 다수를 차지할 것으로 예상되므로, 가장 많은 사람들의 최대 선을 추구하는 것의 중요성을 고려할 때 장기주의를 동기화할 수 있다. 결과주의적 도덕 이론은 이론이 도덕적으로 가치 있다고 여기는 것이 현재보다 미래에 훨씬 더 많을 가능성이 높으므로 일반적으로 장기주의에 동조적일 수 있다.

그러나 다른 비결과주의적 도덕적 틀도 장기주의를 고취할 수 있다. 예를 들어, 토비 오드는 현세대가 미래 세대에 대해 가지는 책임이 과거 세대의 노력과 희생에 근거한다고 생각한다. 그는 다음과 같이 쓴다.(p. 42)
시간의 화살이 당신 이전에 온 사람들보다 당신 이후에 오는 사람들을 돕는 것을 훨씬 쉽게 만들기 때문에, 세대 간의 파트너십을 이해하는 가장 좋은 방법은 비대칭적일 수 있으며, 모든 의무는 시간상 앞으로 흐르는 방식으로, 즉 앞서 지불하는 방식으로 이해될 수 있다. 이러한 관점에서 미래 세대에 대한 우리의 의무는 우리가 미래 세대였을 때 우리 조상들이 우리를 위해 했던 일에 근거할 수 있다.

### 미래에 대한 효과 평가
우리가 미래에 빚진 것이라는 저서에서 윌리엄 매캐스킬은 개인이 역사의 흐름을 어떻게 형성할 수 있는지 논의한다. 그는 미래에 대한 효과를 생각하기 위한 세 부분으로 구성된 틀을 제시하는데, 이는 우리가 가져올 수 있는 결과의 장기적인 가치가 그 중요성, 지속성, 그리고 우연성에 달려 있다고 설명한다.(pp. 31–33) 그는 중요성이 "특정 상태를 가져옴으로써 추가되는 평균 가치"이고, 지속성은 "일단 그 상태가 발생하면 얼마나 오래 지속되는지"를 의미하며, 우연성은 "그 상태가 개인의 행동에 의존하는 정도"를 나타낸다고 설명한다.(p. 32) 또한 매캐스킬은 장기주의를 둘러싼 도덕적 및 경험적 불확실성이 만연함을 인정하고, 장기적인 미래를 개선하려는 시도를 안내하는 데 도움이 되는 네 가지 교훈을 제시한다. 즉, 견고하게 좋은 행동을 취하고, 선택지를 구축하며, 더 많이 배우고, 해를 끼치는 것을 피하는 것이다.

### 인구 윤리학
인구 윤리학은 장기주의 사상에서 중요한 역할을 한다. 많은 장기주의 옹호자들은 총체적 견해의 인구 윤리를 받아들이는데, 이는 다른 모든 조건이 동일하다면 더 많은 행복한 사람들을 존재하게 하는 것이 좋다는 것이다. 이러한 견해를 받아들이면 장기주의의 주장이 특히 강력해지는데, 이는 미래에 엄청난 수의 사람들이 존재할 수 있다는 사실이 그들의 삶을 개선하고, 결정적으로 그러한 삶이 실제로 일어나도록 보장하는 것이 엄청난 가치를 지닌다는 것을 의미하기 때문이다.

### 다른 지각 있는 존재
장기주의는 종종 미래 세대 인간의 이익과 관련하여 논의된다. 그러나 일부 장기주의 옹호자들은 비인간 존재의 이익에도 높은 도덕적 가치를 부여한다. 이러한 관점에서 볼 때, 다른 지각 있는 존재로 인류의 도덕적 원을 확장하는 것은 특히 중요한 장기주의 원인 영역이 될 수 있는데, 이는 비인간 생명의 고통에 대한 도덕적 규범이 널리 퍼진다면 매우 오랫동안 지속될 수 있기 때문이다.

### 시간 선호도

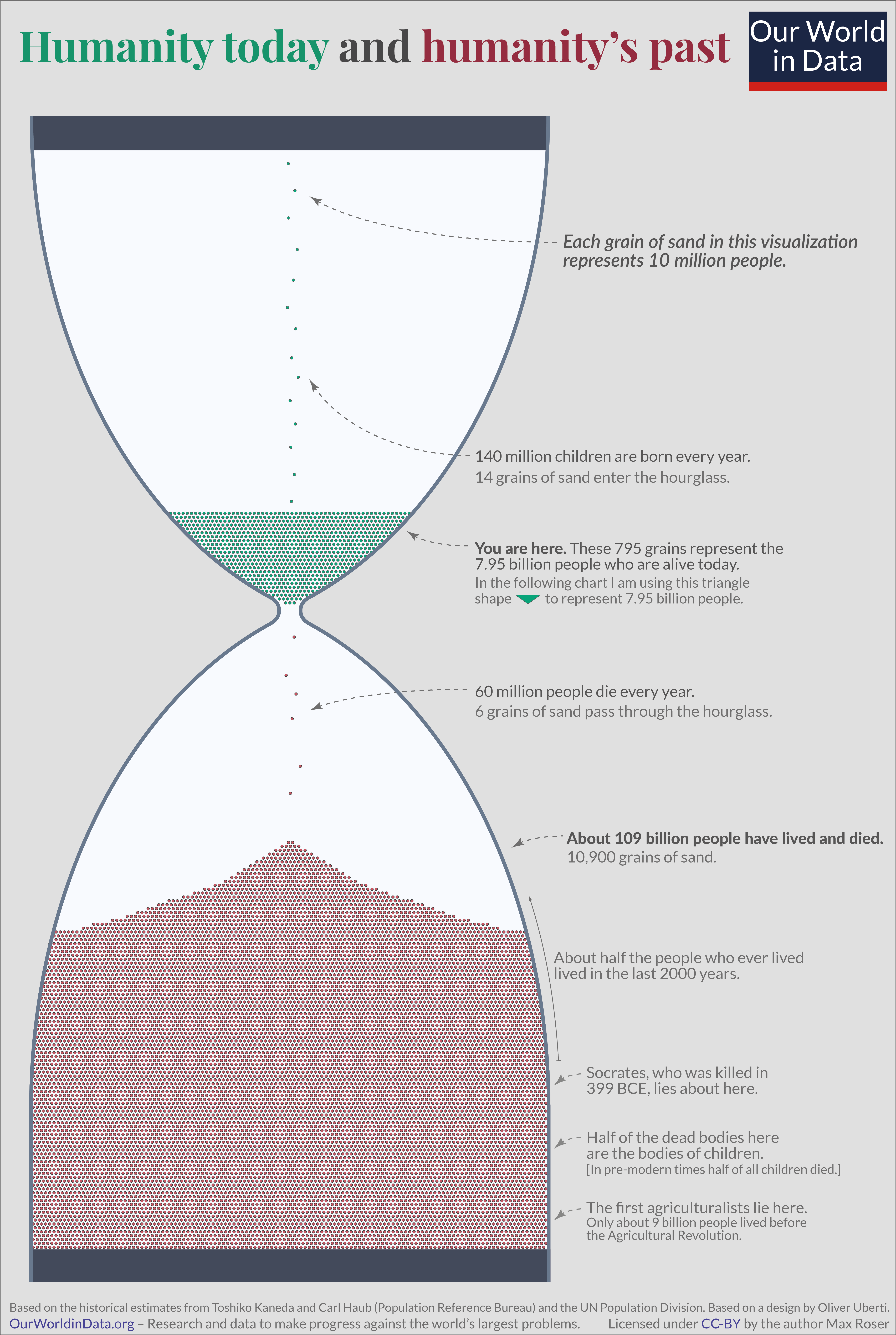
현재와 과거의 인간 개체 수 비교

효과적 이타주의는 도덕적 공정성이라는 개념을 장려하며, 이는 사람들의 가치가 단순히 다른 장소에 살고 있다는 이유만으로 감소하지 않는다는 것을 시사한다. 매캐스킬과 같은 장기주의자들은 "시간상의 거리는 공간상의 거리와 같다"고 제안함으로써 이 원칙을 확장한다. 장기주의자들은 일반적으로 미래의 이익이 단순히 나중에 발생하기 때문에 그 가치가 줄어든다는 순수 시간 선호의 개념을 거부한다.
미래 이익을 평가할 때 경제학자들은 일반적으로 사회적 할인율의 개념을 사용하는데, 이는 미래 이익의 가치가 시간상 거리에 따라 지수적으로 감소한다고 가정한다. 경제학에서 사용되는 표준 램지 모델에서 사회적 할인율 {\displaystyle \rho }는 다음과 같이 주어진다.
{\displaystyle \rho =\eta g+\delta ,}
여기서 {\displaystyle \eta }는 소비의 한계 효용 탄력성, {\displaystyle g}는 성장률, 그리고 {\displaystyle \delta }는 "재앙률"(미래 이익이 발생하지 않을 위험에 대한 할인)과 순수 시간 선호(미래 이익을 현재 이익보다 본질적으로 덜 가치 있게 여기는 것)를 결합한 것이다.(pp. 240–245)
토비 오드는 규범윤리학에 적용되는 0이 아닌 순수 시간 선호는 임의적이고 정당하지 않다고 주장한다. 할인 모델을 고안한 경제학자 프랭크 램지 역시 순수 시간 선호가 사람들이 어떻게 행동하는지(즉각적인 이익을 선호하는 것)를 설명할 수는 있지만, 윤리적으로 무엇을 가치 있게 여겨야 하는지에 대한 규범적 지침을 제공하지는 않는다고 믿었다. 또한, {\displaystyle \eta }는 소비의 한계 효용 체감에 기반하기 때문에 도덕적 이익이 아닌 금전적 이익에만 적용된다. 오드는 또한 이익이 발생할 불확실성을 지수 감소로 모델링하는 것이 시간이 지남에 따라 변하는 위험의 현실을 제대로 반영하지 못한다고 생각하는데, 특히 일부 재앙적 위험은 장기적으로 감소하거나 완화될 수 있기 때문이다.(pp. 240–245)
반대로 안드레아스 모겐센은 양의 순수 시간 선호율 {\displaystyle \delta }가 친족 관계를 근거로 정당화될 수 있다고 주장한다. 즉, 상식적인 도덕은 우리와 더 가까운 사람들에게 편파적인 태도를 허용하므로, "우리는 각 후속 세대의 복지를 이전 세대보다 덜 중요하게 여길 수 있다."(p. 9) 이러한 견해는 시간주의라고 불리며, "시간적 근접성 (...)이 구제 의무를 포함한 특정 도덕적 의무를 강화한다"고 명시한다.

## 비판

### 예측 불가능성
장기주의에 대한 한 가지 반론은 우리의 행동이 매우 긴 시간 범위에 걸쳐 미치는 영향을 예측하는 것에 의존한다는 점인데, 이는 기껏해야 어렵고 최악의 경우 불가능하다. 이러한 도전에 대한 대응으로 장기주의에 관심 있는 연구자들은 "가치 고정" 사건, 즉 우리가 단기적으로 영향을 미칠 수 있지만 매우 오래 지속되고 예측 가능한 미래 효과를 가질 수 있는 사건(예: 인간 절멸)을 식별하려고 노력해 왔다.

### 당면 문제의 경시
또 다른 우려는 장기주의가 더 당면한 문제들을 경시하게 만들 수 있다는 것이다. 예를 들어, 일부 비평가들은 인류의 미래를 다음 10,000년 또는 1,000만 년의 관점에서 고려하는 것이 기후 변화의 단기적 영향을 경시하게 만들 수 있다고 주장해 왔다. 그들은 또한 가장 급진적인 형태의 강력한 장기주의가 이론적으로 "천문학적" 양의 미래 가치를 얻기 위해 잔혹 행위를 정당화할 수 있다고 우려한다. 인류학자 빈센트 이아렌티는 이를 피하려면 사회가 "고립된 정보 사일로와 학문적 메아리 방을 거부하는, 더 섬세하고 다면적인 장기주의"를 채택해야 한다고 주장했다.
장기주의 옹호자들은 장기적인 미래에 좋은 행동들이 종종 현재에도 좋다고 답한다. 그 예가 팬데믹 대비이다. 인류의 생존을 위협할 수 있는 최악의 팬데믹에 대비하는 것은 현재의 공중 보건을 개선하는 데도 도움이 될 수 있다. 예를 들어, 항바이러스제, 백신, 개인 보호 장비에 대한 연구 및 혁신에 자금을 지원하고, 정부가 팬데믹에 대비하도록 로비하는 것은 오늘날 사람들을 위한 소규모 건강 위협을 예방하는 데 도움이 될 수 있다.

### 큰 보상의 작은 확률에 의존
장기주의에 대한 또 다른 반론은 낮은 보상의 더 확실한 도박 대신 (기대값이 더 높다면) 매우 큰 보상의 낮은 확률 도박을 받아들이는 것에 의존한다는 것이다. 장기주의적 관점에서 보면, 어떤 실존적 위험의 확률이 매우 낮고 미래의 가치가 매우 높다면, 심지어 아주 미미한 양이라도 위험을 줄이기 위해 노력하는 것이 매우 높은 기대값을 가진 것처럼 보인다. 이 문제의 예시로는 파스칼의 도박이 있는데, 이는 기대값 극대화자가 그러한 큰 보상의 낮은 확률 도박을 받아들이려는 의지를 이용하여 착취하는 것을 포함한다.
장기주의 옹호자들은 이 우려에 대해 다양한 대응을 해왔다. 일부는 직관적이지 않지만, 중간 정도의 영향력을 가진 결과의 중간 확률보다 임의로 높은 영향력을 가진 결과의 극히 작은 확률을 선호하는 것이 윤리적으로 옳다고 주장한다. 다른 이들은 장기주의가 미미한 확률에 의존할 필요가 없다고 주장한다. 실존적 위험의 확률은 사람들이 완화하려는 일반적인 위험 범위 내에 있기 때문이다. 예를 들어, 자동차 충돌 시 안전벨트를 착용하는 경우와 같다.

### 장기적인 미래에 대한 인간 통제의 과장
B.V.E. 하이드는 장기주의가 역사의 우연성과 취약성에 대한 의심스러운 가정에 의존한다고 본다. 장기주의자들, 특히 윌리엄 매캐스킬은 우리가 현재 작은 행동이 먼 미래를 극적으로 형성할 수 있는 중요한 역사적 전환점에 서 있다고 가정한다. 하이드는 이러한 견해가 역사의 지나치게 혼란스럽고 "나비 효과"적인 개념, 즉 작은 변화가 거대한 장기적 변화를 낳는다는 개념을 암시한다고 주장하며 이에 이의를 제기한다. 대신 그는 역사가 종종 더 깊은 구조적 힘—경제적, 기술적, 제도적—에 의해 추진되며, 이는 특정 결과들을 견고하거나 불가피하게 만든다고 주장한다. 하이드는 장기주의자들이 역사적 복잡성을 과소평가하고 인간의 행위 능력을 과대평가하며, 개인이나 특정 개입이 문명의 궤적을 심오하게 결정한다는 비현실적이고 지나치게 영웅적인 서사를 조장한다고 주장한다.

## 같이 보기
- AI 안전
- 결과주의
- 효과적 이타주의
- 미래학
- 세대간 형평
- 인구 윤리학
- 사회적 할인율
- 우주 거버넌스
- 고통의 위험
- 제11천년기 이후
- 우리가 미래에 빚진 것

## 더 읽을거리
- Balfour, Dylan (2021년 9월 17일). “Longtermism: how much should we care about the far future?”. 《1000-Word Philosophy: An Introductory Anthology》. 2022년 5월 30일에 확인함.
- Beckstead, Nick (2013). 《On the overwhelming importance of shaping the far future》 (학위논문). Rutgers University.
- Cargill, Natalie; John, Tyler M., 편집. (2021). 《The Long View: Essays on Policy, Philanthropy, and the Long-term Future》 (PDF). London: FIRST. ISBN 978-0-9957281-8-9.
- Cowen, Tyler (2018). 《Stubborn Attachments: A Vision for a Society of Free, Prosperous, and Responsible Individuals》. San Francisco: Stripe Press. ISBN 978-1-73226-513-4.
- Global Priorities Institute (2022년 9월 1일). “What is longtermism?”. 《Global Priorities Institute》. 2022년 10월 21일에 확인함.
- Greaves, Hilary; Macaskill, William (2021). 《The case for strong longtermism》. Global Priorities Institute, University of Oxford.
- Klein, Ezra (2021). “Transcript: Ezra Klein interviews Holden Karnofsky”. 《The New York Times》.
- MacAskill, William (2022년 8월 8일). “What is longtermism and why does it matter?”. 《BBC Future》. 2022년 8월 8일에 확인함.
- MacAskill, William (2022년 8월 5일). “The case for longtermism”. 《New York Times》. 2022년 8월 8일에 확인함.
- Moorhouse, Fin (2021년 1월 27일). “Introduction to longtermism”. 《Effective Altruism》. 2021년 11월 9일에 확인함.
- Roser, Max (2022년 3월 15일). “The future is vast: longtermism's perspective on humanity's past, present, and future”. 《Our World in Data》. 2022년 3월 16일에 확인함.
- Tarsney, Christian (2019). 《The epistemic challenge to longtermism》. Global Priorities Institute, University of Oxford.
- Todd, Benjamin (2017). “Longtermism: the moral significance of future generations”. 《80,000 Hours》. 2022년 5월 11일에 확인함.
- Townsend, Michael (2021). “Safeguarding the long-term future: Cause area profile”. 《Giving What We Can》. 2022년 8월 8일에 확인함.
- O’Brien, Gary David (2024년 1월 19일). 《The Case for Animal-Inclusive Longtermism》. 《Journal of Moral Philosophy》 –1. 1–24쪽. doi:10.1163/17455243-20234296. ISSN 1740-4681.